# Hoplocheiloma ferrugatum
Hoplocheiloma ferrugatum är en tvåvingeart som beskrevs av Willi Hennig 1935. Hoplocheiloma ferrugatum ingår i släktet Hoplocheiloma och familjen skridflugor. Inga underarter finns listade i Catalogue of Life.